# Gunung Aluebaro
Gunung Aluebaro är en kulle i Indonesien.   Den ligger i provinsen Aceh, i den västra delen av landet, 1 700 km nordväst om huvudstaden Jakarta. Toppen på Gunung Aluebaro är 295 meter över havet.
Terrängen runt Gunung Aluebaro är kuperad norrut, men söderut är den platt. Terrängen runt Gunung Aluebaro sluttar söderut. Runt Gunung Aluebaro är det glesbefolkat, med 19 invånare per kvadratkilometer. I omgivningarna runt Gunung Aluebaro växer i huvudsak städsegrön lövskog.